# KkStB 133 sorozat
| ÖNWB IVa és IVb kkStB 133 sorozat ČSD 311.2 sorozat                 | ÖNWB IVa és IVb kkStB 133 sorozat ČSD 311.2 sorozat                | ÖNWB IVa és IVb kkStB 133 sorozat ČSD 311.2 sorozat                | ÖNWB IVa és IVb kkStB 133 sorozat ČSD 311.2 sorozat                | ÖNWB IVa és IVb kkStB 133 sorozat ČSD 311.2 sorozat                | ÖNWB IVa és IVb kkStB 133 sorozat ČSD 311.2 sorozat                | ÖNWB IVa és IVb kkStB 133 sorozat ČSD 311.2 sorozat                |
| ------------------------------------------------------------------- | ------------------------------------------------------------------ | ------------------------------------------------------------------ | ------------------------------------------------------------------ | ------------------------------------------------------------------ | ------------------------------------------------------------------ | ------------------------------------------------------------------ |
| ÖNWB IVa No. 110 „Paka“                                             |                                                                    |                                                                    |                                                                    |                                                                    |                                                                    |                                                                    |
| ÖNWB IVb No. 107 „Semil“ később kkStB 133.07 az 1889 felújítás után |                                                                    |                                                                    |                                                                    |                                                                    |                                                                    |                                                                    |
| Pályaszám:                                                          | SNDVB IVa 13-44, ÖNWB IVa101-132, kkStB 133.01-12, CSD 311.201-202 | SNDVB IVa 13-44, ÖNWB IVa101-132, kkStB 133.01-12, CSD 311.201-202 | SNDVB IVa 13-44, ÖNWB IVa101-132, kkStB 133.01-12, CSD 311.201-202 | SNDVB IVa 13-44, ÖNWB IVa101-132, kkStB 133.01-12, CSD 311.201-202 | SNDVB IVa 13-44, ÖNWB IVa101-132, kkStB 133.01-12, CSD 311.201-202 | SNDVB IVa 13-44, ÖNWB IVa101-132, kkStB 133.01-12, CSD 311.201-202 |
| Műszaki adatok                                                      |                                                                    |                                                                    |                                                                    |                                                                    |                                                                    |                                                                    |
| Jelleg:                                                             | C n2                                                               | C n2                                                               | C n2                                                               | C n2                                                               | C n2                                                               | C n2                                                               |
|                                                                     | IVa 1858                                                           | IVa 1886                                                           | IVb Reko 1887/90                                                   | IVb 1898                                                           | IVb Reko 1887/90                                                   | IVb 1898                                                           |
|                                                                     |                                                                    |                                                                    | No. 101–108                                                        |                                                                    | No. 109–112                                                        |                                                                    |
| Hossz:                                                              | k.A.                                                               | 8,142 m                                                            | 8,611 m                                                            | 8,611 m                                                            | 8,426 m                                                            | 8,426 m                                                            |
| Hossz szerkocsival:                                                 | k.A.                                                               | 13 777 mm                                                          | 14 150 mm                                                          | 14 150 mm                                                          | 14 341 mm                                                          | 14 341 mm                                                          |
| Magasság:                                                           | 4550 mm                                                            | 4550 mm                                                            | 4510 mm                                                            | 4510 mm                                                            | 4510 mm                                                            | 4510 mm                                                            |
| Hajtókerék-átmérő:                                                  | 1389 mm                                                            | 1389 mm                                                            | 1384 mm                                                            | 1384 mm                                                            | 1384 mm                                                            | 1384 mm                                                            |
| Csatolt kerekek tengelytávolsága:                                   | 3050 mm                                                            | 3050 mm                                                            | 3050 mm                                                            | 3050 mm                                                            | 3050 mm                                                            | 3050 mm                                                            |
| Össztengelytávolság:                                                | 3050 mm                                                            | 3050 mm                                                            | 3050 mm                                                            | 3050 mm                                                            | 3050 mm                                                            | 3050 mm                                                            |
| Tengelytávolság szerkocsival:                                       | k.A.                                                               | k.A.                                                               | 9768 mm                                                            | 9768 mm                                                            | 10 020 mm                                                          | 10 020 mm                                                          |
| Üres tömeg:                                                         | 28,0 t                                                             | 28,0 t                                                             | 31,0 t                                                             | 31,0 t                                                             | 31,0 t                                                             | 31,0 t                                                             |
| Tapadási tömeg:                                                     | 30,75 t                                                            | 30,75 t                                                            | 33,50 t                                                            | 33,50 t                                                            | 33,50 t                                                            | 33,50 t                                                            |
| Szolgálati tömeg:                                                   | 30,75 t                                                            | 30,75 t                                                            | 33,50 t                                                            | 33,50 t                                                            | 33,50 t                                                            | 33,50 t                                                            |
| Szolgálati tömeg szerkocsival:                                      | 55,6 t                                                             | 55,6 t                                                             | 54,2 t                                                             | 54,2 t                                                             | 57,3 t                                                             | 57,3 t                                                             |
| Csőfűtőfelület:                                                     | 85,5 m²                                                            | 99,0 m²                                                            | 99,5 m²                                                            | 90,1 m²                                                            | 99,5 m²                                                            | 90,1 m²                                                            |
| Sugárzó fűtőfelület:                                                | 7,7 m²                                                             | 7,1 m²                                                             | 6,9 m²                                                             | 6,9 m²                                                             | 6,9 m²                                                             | 6,9 m²                                                             |
| Rostélyfelület:                                                     | 1,25 m²                                                            | 1,46 m²                                                            | 1,55 m²                                                            | 1,55 m²                                                            | 1,55 m²                                                            | 1,55 m²                                                            |
| Gőznyomás:                                                          | 7 at                                                               | 7 at                                                               | 10 at                                                              | 10 at                                                              | 10 at                                                              | 10 at                                                              |
| Hengerátmérő:                                                       | 410 mm                                                             | 410 mm                                                             | 410 mm                                                             | 410 mm                                                             | 410 mm                                                             | 410 mm                                                             |
| Dugattyúlöket:                                                      | 610 mm                                                             | 610 mm                                                             | 610 mm                                                             | 610 mm                                                             | 610 mm                                                             | 610 mm                                                             |
| Vízkészlet:                                                         | 8,9 m³                                                             | 8,9 m³                                                             | 3,0 m³                                                             | 3,0 m³                                                             | 4,0 m³                                                             | 4,0 m³                                                             |
| Tüzelőanyagkészlet:                                                 | 6,0 m³                                                             | 6,0 m³                                                             | 8,1 m³                                                             | 8,1 m³                                                             | 9,0 m³                                                             | 9,0 m³                                                             |
| Vmax:                                                               | 50 km/h                                                            | 50 km/h                                                            | 50 km/h                                                            | 50 km/h                                                            | 50 km/h                                                            | 50 km/h                                                            |

A kkStB 133 egy tehervonati szerkocsisgőzmozdony-sorozat volt a cs. kir. osztrák Államvasutaknál (németül: österreichischen Staatsbahnen, kkStB), melyek eredetileg az Osztrák Északnyugati Vasúttól (ÖNWB, korábban  Dél-Észak német összekötő Vasút, SNDVB) származtak.
A 28 db C tengelyelrendezésű mozdonyt a Hartman Mozdonygyár szállította Chemnitzből 1858 és 1859-ben. Mivel személyvonati szolgálatban is használni akarták, 1870-ben további négy mozdony készült nagyobb ármérőjű kerekekkel. Az ÖNWB a mozdonyokat a IVa sorozatba osztotta és a 101-130 pályaszámokat adta nekik. A mozdonyok belsőkeretesek voltak belső vezérléssel.
1887-1890 között 12 db mozdonyt felújítottak, nagyobb (erősebb) kazánt kaptak, homoktartályt és jobb vezetőfülkét. Ezek a mozdonyokat ezután az ÖNVB a IVb sorozatba sorolta át.
1891 és 1896 között a mozdonyok többségét selejtezték. Csupán a IVb sorozatú mozdonyok maradtak, melyeket a IV sorozatba osztottak be.
Az ÖNWB 1909-es államosításakor a kkStB a még meglévő 12 mozdonyt a 133 sorozatba osztotta, hat közülük az első világháború után a Csehszlovák Államvasutakhoz (ČSD) került, de csak kettő kapott pályaszámot a 311.2 sorozatban. Ezeket 1927-ben selejtezték.
A sorozatba tartozó mozdonyokhoz a KkStB 11 sorozatú szerkocsikat és a KkStB 24 sorozatú szerkocsikat kapcsoltak.

## Fordítás
- Ez a szócikk részben vagy egészben  a   kkStB 133 című német Wikipédia-szócikk fordításán alapul.  Az eredeti cikk szerkesztőit annak laptörténete sorolja fel. Ez a jelzés csupán a megfogalmazás eredetét és a szerzői jogokat jelzi, nem szolgál a cikkben szereplő információk forrásmegjelöléseként. - Az eredeti szócikk forrásai az eredeti szócikknél találhatóak meg.